# Dirgo (Einheit)
Dirgo war ein äthiopisches Volumenmaß für Getreide und Früchte. Unter Dirgo verstand man zwei starke Hände (sogenannte Doppelhände) voller Früchte.
- 4 Dirgo = 1 G`una/Guna
  - 36 Dirgo = 9 Guna = 1 Madega = 0,44 Liter